# Machaeropterus
Machaeropterus là một chi chim trong họ Pipridae.